# André S. Labarthe

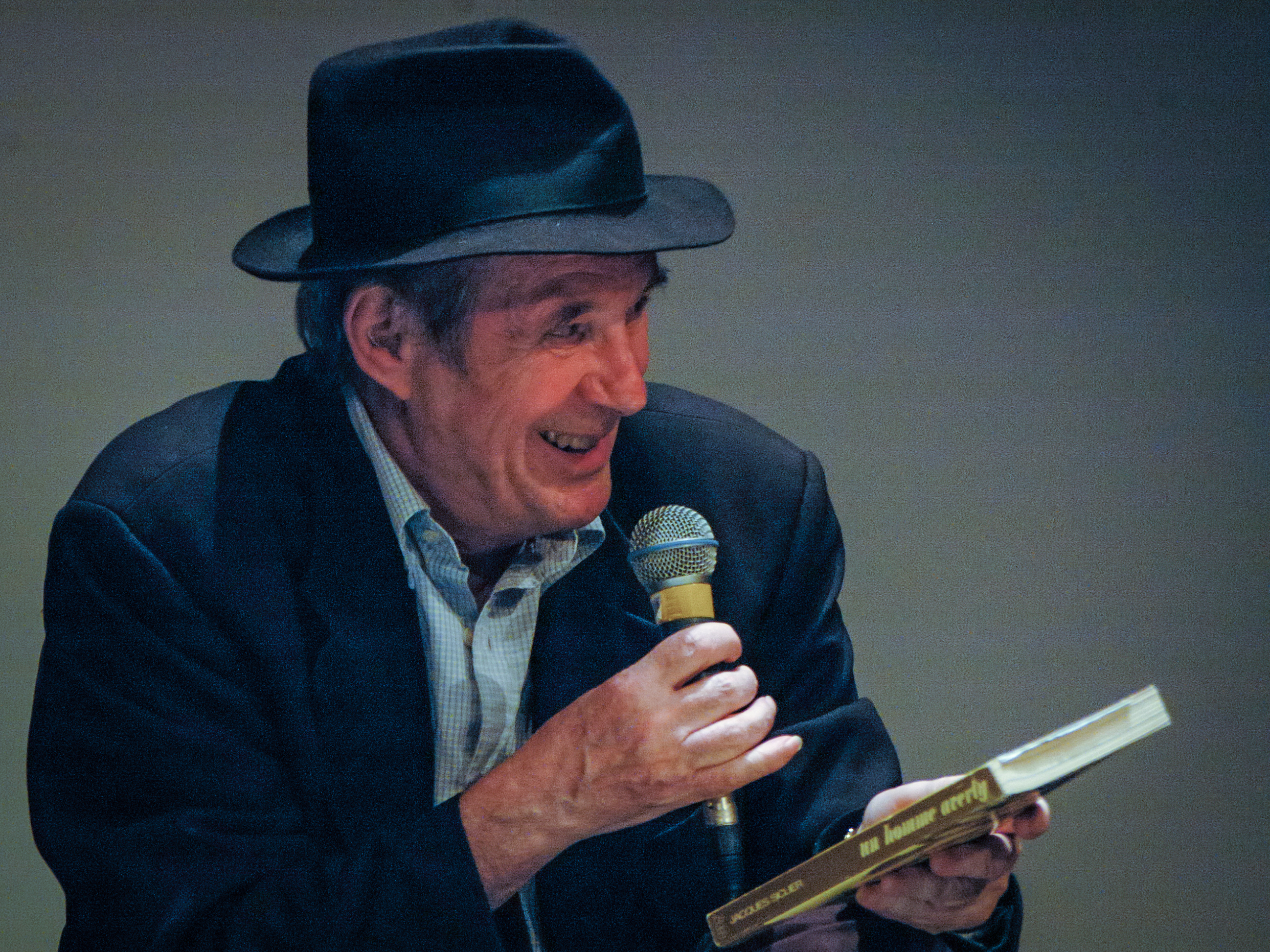
André S. Labarthe
am 2. Juni 2008 in der
Cinémathèque française

André S. Labarthe (* 18. Dezember 1931 in Oloron-Sainte-Marie; † 5. März 2018 in Paris) war ein französischer Filmproduzent und -regisseur. Bevor er ab Mitte der 1960er Jahre eigene Filme realisierte, war er als Filmkritiker, u. a. für die Cahiers du cinéma, tätig. Gelegentlich trat er als Darsteller in Filmen befreundeter Cinéasten auf.

## Leben
Ab 1956 – und bis 1968 – war André S. Labarthe als Filmkritiker tätig, der u. a. für die Cahiers du cinéma schrieb. Bereits im Alter von 26 Jahren konnte er seine erste Buchveröffentlichung vorlegen: Anfang 1958 erschien die, in Zusammenarbeit mit Jacques Siclier verfasste, erste französische Studie des Science-Fiction-Films Images de la science-fiction. Parallel zu Labarthes Arbeit als Filmproduzent und -regisseur folgten im Lauf der Jahre zahlreiche weitere Publikationen, von denen allerdings bisher keine ins Deutsche übersetzt worden ist.
Am bekanntesten geworden ist Labarthe als Produzent von zwei Fernsehreihen, in deren einzelnen Sendungen jeweils Filmregisseure, gelegentlich auch Filmgenres, Filme einzelner Länder udgl., porträtiert wurden. Co-Produzentin beider Reihen war Janine Bazin, Witwe des 1958 gestorbenen Mitbegründers der Cahiers du cinéma André Bazin. Die erste dieser beiden TV-Reihen trug den Titel Cinéastes de notre temps und lief seit 1964 auf dem Sender ORTF. Insgesamt umfasste die Reihe schließlich, als sie 1972 von ORTF aus dem Programm genommen wurde, „51 Sendungen in einer Länge zwischen 25 Minuten und zwei Stunden“. Die zweite Reihe wurde, wieder gemeinsam von Labarthe und Bazin, 1990 ins Leben gerufen, erhielt den Titel Cinéma, de notre temps und lief bis zum Zeitpunkt von Janine Bazins Tod 2003 auf Arte. Einzelne Sendungen unter diesem Titel produzierte Labarthe auch in den folgenden Jahren noch bei unterschiedlichen TV-Kanälen. Insgesamt umfasste Cinéma, de notre temps noch einmal mehr als 30 Produktionen. Bei vielen Sendungen beider Reihen führte Labarthe auch selbst Regie.
Einen ersten größeren Auftritt als Schauspieler hatte Labarthe in Jean-Luc Godards Film Vivre sa vie (Die Geschichte der Nana S.), in dem er Nanas Noch-Ehemann Paul spielt. – Eine besondere Anspielung auf den Titel der ersten der beiden TV-Reihen gibt es in Jacques Rivettes Film Amour Fou aus 1969. Labarthe spielt da den Regisseur einer Fernsehsendung, in der Theaterproben dokumentiert werden. Es soll ein Beitrag werden für die – in diesem Fall allerdings fiktive – Reihe „Théâtre de notre temps“.
Neben filmbezogenen Arbeiten wandte sich Labarthe in seinen Porträts zunehmend auch anderen Künsten zu, vornehmlich der Malerei und dem Ballett.

## Filmographie (Auswahl)

### Als Produzent
Viele Beiträge der beiden fürs TV produzierten Reihen liefen später wiederholt auf einzelnen Regisseuren gewidmeten Retrospektiven udgl. Eine kleine Auswahl:
- 1967: Jean Renoir, le patron (Regie: Jacques Rivette)
- 1967: Le dinosaure et le bébé (Gespräch von Jean-Luc Godard mit Fritz Lang; Regie: André S. Labarthe)
- 1971: Jean-Pierre Melville – Portrait en 9 poses (Regie: André S. Labarthe)
- 1990: Jacques Rivette, le veilleur (Gespräch von Serge Daney mit Rivette; Regie: Claire Denis)
- 1996: Éric Rohmer, preuves à l’appui (Regie: Jean Douchet und André S. Labarthe)
- 1997: Chantal Akerman par Chantal Akerman

### Als Regisseur
Neben den TV-Produktionen im Rahmen von Cinéastes de notre temps und Cinéma, de notre temps, bei denen er selbst Regie geführt hat, hat Labarthe u. a. die folgenden Filme als Regisseur realisiert:
- 1968: Les Deux Marseillaises (gemeinsam mit Jean-Louis Comolli)
- 1986: Kandinsky
- 1987: Sylvie Guillem – At Work
- 1990: John Neumeier au travail
- 1995: Roy Lichtenstein : New York Doesn't Exist
- 2014: La Photo[4]

### Als Darsteller
- 1960: À bout de souffle (Außer Atem  – Regie: Jean-Luc Godard)
- 1962: Vivre sa vie (Die Geschichte der Nana S. – Regie: Jean-Luc Godard)
- 1969: L’Amour fou (Regie: Jacques Rivette)
- 1991: Allemagne 90 neuf zéro (Deutschland Neu(n) Null; Erzähler – Regie: Jean-Luc Godard)

## Schriften (Auswahl)
- Images de la science-fiction. Les Éditions du cerf, in der Reihe „7e art“, 1958 (gemeinsam mit Jacques Siclier).
- La Saga – Cinéastes, de notre temps – Une histoire du cinéma en 100 films. Capricci, Paris 2011, ISBN 978-2-918040-11-8. – Enthält in Form eines Interviews, geführt von Thierry Lounas, Kommentare von Labarthe zu allen Filmen der Reihen „Cinéastes de notre temps“ und „Cinéma, de notre temps“.